# Discografia di Jessica Shy
La discografia di Jessica Shy, cantante lituana, è costituita da quattro album in studio, oltre venti singoli e oltre dieci video musicali.

## Album in studio
| Anno | Titolo e dettagli | Classifiche | Certificazioni  |
| Anno | Titolo e dettagli | LTU         | Certificazioni  |
| ---- | --- | ----------- | --------------- |
| 2022 | Apkabinti prisiminimus - Pubblicato: 25 gennaio 2022 - Etichetta: OpenPlay - Formato: LP, download digitale, streaming | 1           | - LTU: Diamante |
| 2023 | Pasaka - Pubblicato: 10 marzo 2023 - Etichetta: OpenPlay - Formato: LP, download digitale, streaming                   | 1           | - LTU: Diamante |
| 2024 | Sutemos - Pubblicato: 31 maggio 2024 - Etichetta: OpenPlay - Formato: LP, download digitale, streaming                 | 1           | - LTU: Diamante |
| 2025 | Žvėris - Pubblicato: 12 giugno 2025 - Etichetta: OpenPlay - Formato: LP, download digitale, streaming                  | 1           |                 |

## Singoli

### Come artista principale
| Anno                                                         | Titolo                           | Classifiche | Certificazioni  | Album di provenienza   |
| Anno                                                         | Titolo                           | LTU         | Certificazioni  | Album di provenienza   |
| ------------------------------------------------------------ | -------------------------------- | ----------- | --------------- | ---------------------- |
| 2019                                                         | Viskas ką turiu                  | 25          |                 | /                      |
| 2019                                                         | Nebenoriu laukti                 | 58          |                 | /                      |
| 2019                                                         | Nei man ką (con Niko Barisas)    | —           |                 | /                      |
| 2019                                                         | Stadionai (con Rokas)            | 10          | - LTU: Oro      | /                      |
| 2019                                                         | Surašyt žvagždes                 | —           |                 | /                      |
| 2020                                                         | Rožė                             | 15          | - LTU: Oro      | /                      |
| 2020                                                         | 20 Seconds (con Jovani)          | —           |                 | /                      |
| 2020                                                         | Alright (con Justinas Jarutis)   | 31          |                 | /                      |
| 2020                                                         | Taip atsitiko                    | —           |                 | /                      |
| 2020                                                         | Oras ir vanduo                   | 94          |                 | /                      |
| 2020                                                         | Liūdnos Kalėdos (con Rokas)      | —           |                 | /                      |
| 2021                                                         | Noriu rėkt                       | —           |                 | /                      |
| 2021                                                         | Tu palauk (con Justinas Jarutis) | 7           |                 | Tavęs manęs savęs      |
| 2021                                                         | Užmerk man akis                  | 42          |                 | /                      |
| 2021                                                         | Rugpjūtis (con Justinas Jarutis) | 1           | - LTU: Diamante | /                      |
| 2022                                                         | Šokam lėtai                      | 1           | - LTU: Platino  | Apkabinti prisiminimus |
| 2022                                                         | Žiburiai                         | 7           |                 | Pasaka                 |
| 2023                                                         | Dėl tavęs                        | 1           | - LTU: Oro      | Pasaka                 |
| 2024                                                         | Pilnatis (Ajajai)                | 5           |                 | Sutemos                |
| 2025                                                         | Vis vien                         | 1           |                 | Žvėris                 |
| "—" indica una pubblicazione non classificata in quel paese. |                                  |             |                 |                        |

### Come artista ospite
| Anno | Titolo                                               |
| ---- | ---------------------------------------------------- |
| 2019 | Indigo (Indigo feat. Jessica Shy)                    |
| 2019 | Only Things I Have (Radistai DJ's feat. Jessica Shy) |

## Altri brani entrati in classifica
| Anno | Titolo                                  | Classifiche | Certificazioni  | Album di provenienza   |
| Anno | Titolo                                  | LTU         | Certificazioni  | Album di provenienza   |
| ---- | --------------------------------------- | ----------- | --------------- | ---------------------- |
| 2022 | Ilgėtis Mėnulio (feat. Nombeko Augustė) | 49          |                 | Apkabinti prisiminimus |
| 2022 | Rast atsakymą                           | 50          |                 | Apkabinti prisiminimus |
| 2022 | Drugiai (feat. Silvester Belt)          | 73          |                 | Apkabinti prisiminimus |
| 2022 | Apkabinti prisiminimus                  | 59          |                 | Apkabinti prisiminimus |
| 2022 | Ar įsileisi (con Justinas Jarutis)      | 27          |                 | Apkabinti prisiminimus |
| 2022 | Tyliai pakuždėk (feat. Nombeko Augustė) | 1           | - LTU: Diamante | Apkabinti prisiminimus |
| 2022 | Laikas negydo                           | 39          |                 | Apkabinti prisiminimus |
| 2023 | Nieko nieko                             | 4           | - LTU: Oro      | Pasaka                 |
| 2023 | Pasaka (con Elayork)                    | 5           |                 | Pasaka                 |
| 2023 | Apkabink                                | 1           | - LTU: Platino  | Pasaka                 |
| 2023 | Melodija                                | 6           |                 | Pasaka                 |
| 2023 | Klavišai (con Rokas Yan)                | 13          |                 | Pasaka                 |
| 2023 | Bateliai                                | 17          |                 | Pasaka                 |
| 2024 | Žvaigždės                               | 1           |                 | Sutemos                |
| 2024 | Degina                                  | 6           |                 | Sutemos                |
| 2024 | 1000 vėtrų                              | 1           |                 | Sutemos                |
| 2024 | Daug (feat. Yardy)                      | 5           |                 | Sutemos                |
| 2024 | Tarp geltonų rūtų                       | 2           |                 | Sutemos                |
| 2024 | Kylančių rankų                          | 6           |                 | Sutemos                |
| 2024 | Nepyk ant manęs (con Free Finga)        | 8           |                 | Sutemos                |
| 2024 | Norim bėgt                              | 15          |                 | Sutemos                |
| 2025 | Manija                                  | 4           |                 | Žvėris                 |
| 2025 | Aš tik žmogus                           | 6           |                 | Žvėris                 |
| 2025 | Ašara                                   | 2           |                 | Žvėris                 |
| 2025 | Ar nori to                              | 6           |                 | Žvėris                 |
| 2025 | Žvėris                                  | 1           |                 | Žvėris                 |
| 2025 | Kodėl aš ir vėl                         | 5           |                 | Žvėris                 |
| 2025 | Sugedęs telefonas                       | 9           |                 | Žvėris                 |
| 2025 | Mažas amžinai                           | 5           |                 | Žvėris                 |

## Video musicali
| Anno | Titolo                                  | Regista                                         |
| ---- | --------------------------------------- | ----------------------------------------------- |
| 2019 | Viskas ką turiu                         | Lukas Kuchtovas                                 |
| 2019 | Nebenoriu laukti                        | Rokas Baškys                                    |
| 2019 | Stadionai (con Rokas)                   | —                                               |
| 2020 | Rožė                                    | Julijus Nosovas                                 |
| 2021 | Rugpjūtis (con Justinas Jarutis)        | Justinas Jarutis, Jessica Shy e Meida Lileikytė |
| 2022 | Šokam lėtai                             | Erdvilas Petras Abukevičius                     |
| 2022 | Ar įsileisi (con Justinas Jarutis)      | Justinas Jarutis e Jessica Shy                  |
| 2022 | Ilgėtis Mėnulio (feat. Nombeko Augustė) | Ovidijus Andriulaitis                           |
| 2022 | Tyliai pakuždėk (feat. Nombeko Augustė) | Ovidijus Andriulaitis                           |
| 2023 | Žiburiai                                | Laura Udra                                      |
| 2023 | Dėl tavęs                               | Mija Kembrė                                     |
| 2023 | Nieko nieko                             | Justinas Vilutis                                |
| 2023 | Apkabink                                | Justinas Vilutis                                |
| 2023 | Pasaka                                  | Justinas Vilutis                                |
| 2024 | Žvaigždės                               | Dominykas Bliznikas                             |
| 2024 | 1000 vėtrų                              | Pijus Vėberis                                   |
| 2025 | Vis vien                                | Adomas Kaikaris                                 |
| 2025 | Ašara                                   | Pijus Vėberis                                   |